# Niedzieliska (Jaworzno)
Niedzieliska – dzielnica Jaworzna położona w środkowej części miasta.
Graniczy ze Śródmieściem od południa, od południowego zachodu z zachodnim obszarem przemysłowym (Siłownia), od zachodu z dzielnicą Dąbrowa Narodowa, od północy z dzielnicą Szczakowa, od wschodu poprzez niedziałający kamieniołom (obecnie w jego zachodniej części działa Ośrodek Edukacji Geologiczno-Ekologicznej GEOsfera) z dzielnicą Dobra. W skład parafii Niedzieliska wchodzą osiedla: Cegielniana, Chropaczówka, Chrusty, Niedzieliska-Dolinka, Gigant, Leopold, Sfera I i II, Pod Dębiną oraz w całości ulica Szczakowska.
Przez dzielnicę przebiega Droga krajowa nr 79 łącząca Kraków z Bytomiem. Przy skrzyżowaniu DK 79 z drogą prowadzącą na dworzec kolejowy do Szczakowej znajdują się budynki wygaszonej KWK Jan Kanty.
W dzielnicy znajduje się również kościół parafialny pw. św. Jana Kantego, ośrodek Atelier Kultury w Jaworznie (klub Relax), Szkoła Podstawowa nr 3 z oddziałami integracyjnymi, piekarnia oraz ogródki działkowe – ROD Jawor, nasyp kolejowy nieistniejącej linii kolejowej Jaworzno Szczakowa – Chrzanów – Płaza – Bolęcin (126/969) z nieistniejącym już przystankiem kolejowym Jaworzno Niedzieliska.